# Jorge Ibargüengoitia
Jorge Ibargüengoitia (Guanajuato, 1928. január 22. – Madrid, 1983. november 27.) mexikói író.
Jellegzetes körmönfont humor, részben kritikus és cinikus társadalomkritika jellemző stílusára, amely rendkívül népszerűvé tette világszerte. Bár több színdarabot is írt, elsősorban regényeit fordították idegen nyelvekre.
1983. november 27-én repülőgép-balesetben vesztette életét.

## Művei
1. Regények
- Los relámpagos de agosto. México: Joaquín Mortiz, 1965
- Maten al león. México: Joaquín Mortiz, 1969
- Estas ruinas que ves. México: Novaro, 1975
- Las muertas. México: Joaquín Mortiz, 1977
- Dos crímenes. México: Joaquín Mortiz, 1979
- Los pasos de López. México: Océano, 1982 – Ebben a művében a mexikói függetlenségi háború kezdeti eseményein alapuló kitalált történetet mesél el humorosan, néhol kissé groteszk módon, de a szép nemzeti eszményeket mégsem kigúnyolva. Bár a regény eseményei és személyiségei nem valósak, mégis felismerhető a főhős, Periñón személyében Miguel Hidalgo, Ajetreo városában Dolores (még a Grito de Dolores is megjelenik a műben Grito de Ajetreo néven) vagy például a cuévanói Troje de la Requinta ostromában a guanajuatói Alhóndiga de Granaditas ostroma.

2. Drámák
- Susana y los jóvenes (1954)
- La lucha con el ángel (1955)
- Clotilde en su casa, como Un adulterio exquisito (1955). Publicada, en Teatro mexicano del siglo XX. Méexico: Fondo de Cultura Económica, 1956
- Ante varias esfinges (1959)
- El viaje superficial (1960). Publicada en Revista Mexicana de Literatura, junio-septiembre, 1960
- El atentado. Premio Casa de las Américas 1963
- La conspiración vendida. México: Novaro, 1975. Los buenos manejos (1980)
- Obras de Jorge Ibargüengoitia. Teatro I. Contiene: «Susana y los jóvenes», «Clotilde en su casa» y «La lucha con el ángel». México: Joaquín Mortiz, 1989
- Obras de Jorge Ibargüengoitia. Teatro II. Contiene: «Llegó Margó», «Ante varias esfinges» y tres piezas en un acto: «El loco amor viene», «El tesoro perdido» y «Dos crímenes». México: Joaquín Mortiz, 1989
- Obra de Jorge Ibargüengoitia. Teatro III. Contiene: «El viaje superficial», «Pájaro en mano», «Los buenos manejos», «La conspiración vendida» y «El atentado». México: Joaquín Mortiz, 1990

3. Novellák
- La ley de Herodes y otros cuentos. México: Joaquín Mortiz, 1967
- Piezas y cuentos para niños. México: Joaquín Mortiz, 1990
- El ratón del supermercado y... otros cuentos. México: Fondo de Cultura Económica, 2005
- El niño Triclinio y la bella Dorotea. México: Fondo de Cultura Económica, 2008

## Magyarul
- Augusztusi villámok; ford. Dobos Éva; Magvető, Bp., 1980 (Rakéta Regénytár)
- Halott lányok; ford. Xantus Judit; Európa, Bp., 1990